# التعميم المتحيز
مغالطة التعميم المتحيز أو المنحاز مغالطة تحصل حينما يتم تقرير نتيجة على مجموعة كبيرة، بناء على اختبار عينة منحازة أو متحيزة. وهي تسير على النحو التالي:

1. عينة (ع)، والتي اختيرت بتحيز ضد شيء ما أو بانحياز إلى شيء ما، تم أخذها من مجموعة (م).
2. نتيجة (ن) تم تقريرها على مجموعة (م) بناء على العينة المنحازة أو المتحيزة (ع).

وهذا النوع يعتبر مغالطة لأن الطريقة التي تم بها اختيار العينة (ع) لم تكن طريقة محايدة تماما، بل متحيزة بما يجعل الأحكام المبنية عليها لا تمثل بالضرورة كل المجموعة التي أخذت منها هذه العينة.
وهذه المغالطة شائعة للغاية خصوصاً في التصورات النمطية عن الشعوب والطبقيات والأعراق والمذاهب، فتجد الكثير من الأوصاف النمطية عن الفرنسيين، أو الإنجليز، وحتى في الدول العربية عن المصريين أو عن السودانيين أو عن الخليجيين وهكذا. والتي قد تخفي في دواخلها نعرات وتحيزات قل أن يسلم منها أحد.

## أمثلة
- من الأمثلة التاريخية الصارخة لعينة غير موفقة بسبب تحيزها ذلك الاستطلاع الذي قامت به مجلة (Literary Digest) قبيل الانتخابات الأمريكية عام 1936 لمحاولة التنبؤ بمن يفوز بالرئاسة، فرانكلين روزفلت أم ألفرد لاندون، حيث تم جمع مليونين وثلاثمئة ألف رأي كانت نتيجتها تشير إلى فوز لاندون بأغلبية كبيرة. وقد جاءت نتيجة الانتخابات الفعلية مخيبة بهذا الاستطلاع حيث فاز روزفلت بأغلبية تصل إلى 60٪!

فأين كان الخطأ؟ كانت المجلة ترسل بطاقات الاستطلاع إلى أسماء اختارتها عشوائياً من واقع دليل التليفونات ومن قوائم المشتركين في المجلة نفسها من ومن قوائم مالكي السيارات. المشكلة كانت في أن مالكي الهواتف والسيارات ومشتركي المجلة كانوا في الأغلب من الطبقة الأعلى دخلاً بالولايات المتحدة، ومن ثم فهي لم تمثل الطبقات الأدنى دخلاً خصوصا أن مستوى الدخل كان على صلة قوية بالميول السياسية والحزبية.
- «غالبية منفذي الهجمات الإرهابية مسلمون، إذن الغالبية من المسلمين إرهابيين».

النقد: منفذو الهجمات الإرهابية هي عينة متحيزة من مجموع المسلمين الذي تخطى ربع سكان العالم.
- «في استطلاع ضخم بالسعودية ومصر تبين أن 70٪ من العينة المختارة لا يقرؤون. إذن نستنتج أن 70٪ من سكان الدول العربية لا يقرؤون»

النقد: العينة المختارة في هذه المقولة الانشائية قد تكون من أحياء فقيرة، أو قد تكون أخذت من أحد مواقع الإنترنت التي لا يرتادها أولئك الذين يقرؤون دوما. وهكذا نجد العينة متحيزة ولايصلح أن نعمم على كل المجموعة ما يصدق على العينة.